# دژ فضایی

نمایی از قسمت ۲۲ مجموعه، یکی از فرماندهان زنترادی

دژ فضایی (به انگلیسی: Robotech، روباتک)مجموعه‌ای انیمیشنی است که سرهم‌بندی شده‌ای ست از سه انیمه علمی تخیلی (The Super Dimension Fortress Macross، Super Dimension Cavalry Southern Cross و Genesis Climber Mospeada) از محصولات شرکت تاتسونوکو. این مجموعه‌ی ۸۵ قسمتی در ایالات متحده در سال ۱۹۸۵ از تلویزیون پخش شد.

## در ایران
روباتک در ایران به سال ۱۳۷۵ خورشیدی به نام «دژ فضایی» از شبکه دوم سیمای جمهوری اسلامی پخش شده‌ است.